# Besluitvorming

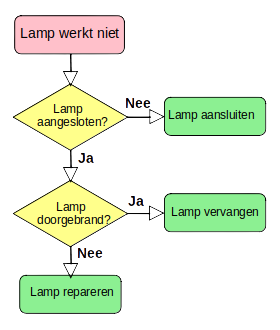
Voorbeeld van een stroomschema dat een besluitvormingsproces weergeeft wanneer een lamp niet aangaat.

Besluitvorming is een complex cognitief proces waarbij na een analyse van de problemen en opties uit verschillende alternatieve opties één bepaalde actie, mening of positie wordt gekozen.
Het proces kan in meerdere of mindere mate rationeel (dan wel irrationeel) zijn, en gebaseerd op een meer of minder grondige analyse van de problemen en opties. Politieke besluitvorming is gebaseerd op een belangenafweging, en daarmee berucht vanwege het niet afdoende meewegen van belangen van ieder die zich betrokken voelt.
De besluitvormer kan een autonoom persoon zijn of een meervoudige entiteit zoals een gezin, een raad van bestuur, een gemeenschap of een (publieke) instelling.

## Soorten besluitvorming

### Naar procedure
- Autoritair: één lid of één toporgaan neemt de beslissing.
- Meerderheid: de grootste groep neemt de beslissing voor allen.
- Minderheid: een kleinere (dominante) subgroep neemt de beslissing voor allen.
- Unaniem: alle leden zijn het eens.
- Compromis: alle leden zijn het eens over een oplossing die voor iedereen aanvaardbaar is, maar niet altijd bevredigend.
- Medezeggenschap: de betrokkenen leden worden uitgenodigd om gerechtvaardigd verzet aan te tekenen, en anders in te stemmen om zich niet te verzetten. Wordt vaak gebruikt in veel sociocratieën
  - of bij seksuele handelingen.
- Consensus: de leden van een groep proberen het eens te worden op basis van een grondige analyse van de besproken argumenten, waarbij getracht wordt cognitieve vertekening te vermijden. Deze vorm van overleg gebeurt bijvoorbeeld in de deliberatieve democratie.

## Theorie
De theorie die de besluitvorming bestudeert is de besluitvormingstheorie. Gaat het echter om beslissingen op basis van louter kwantitatieve (wiskundige of statistische) gegevens, dan is de beslissingstheorie relevant.

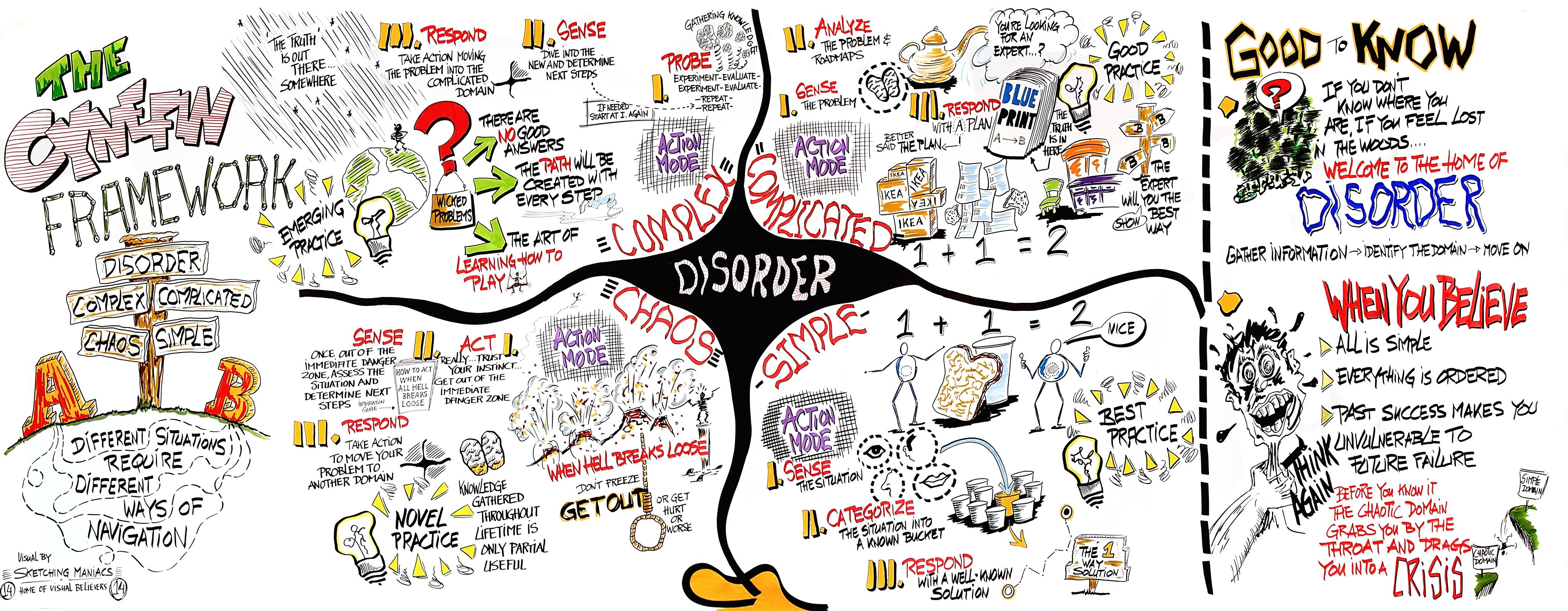
Schets van een Cynefin, een conceptueel framework in de managementwetenschappen.

## Automatisering
Bij geautomatiseerde besluitvorming (Engels: automated decision-making, ADM) wordt gebruik gemaakt van gegevens, apparatuur en algoritmen om beslissingen te nemen in uiteenlopende omgevingen, met een verschillende mate van menselijke betrokkenheid. Een toepassing daarvan is de profilering van personen. De Europese Unie heeft daarvoor richtlijnen opgesteld in het kader van de Algemene verordening gegevensbescherming.